# Byggvir
Byggvir és un personatge de la mitologia nòrdica.
A la Lokasenna s'hi esmenta el matrimoni de servents del déu Freyr formats pel Byggvir i la Beyla. Malauradament, no s'hi especifica en cap moment si aquest personatge Byggvir és un mortal (com ho són el Þjálfi i la Rǫskva, els servents del déu Thor), un dèmon, un esperit, un elf o un déu. Des del segle xix una part dels estudiosos de la filologia i la mitologia norrenes hi veuen una divinitat menor norrena que a l'Escandinàvia germànica hauria tingut les funcions pròpies d'un déu de l'ordi, el cereal amb el qual es fa la cervesa, beguda de sempre molt aprecida per tots els pobles germànics.
Si realment era un déu de l'ordi -cosa que no sabem pas: la documentació existent sobre aquest personatge no ens permet de saber-ho amb certesa- ens podem imaginar que potser també devia regir la fabricació de la cervesa.
L'única aparició seva en un text medieval norrè es fa al poema èddic Lokasenna. En aquest poema, el déu Loki, després que en Byggvir hagi sortit en defensa del déu Freyr, a qui Loki li ha adreçat una sèrie d'insults, humilia en Byggvir tractant-lo de petit, covard i maldestre en el compliment de les seves tasques (li diu, per exemple, que mai no ha sabut repartir bé el menjar entre els homes).
L'estrofa 43 de la Lokasenna dona peu a creure que, entre altres tasques, en Byggvir havia de fer anar el molí de mà o kvern del déu Freyr, és a dir, que era el seu fariner. En aquest mateix sentit també es pot interpretar l'estrofa 44 en què ell, en Byggvir, és descrit pel déu Loki com un moixonet que cerca menjar sota l'estructura del molí de mà.

## Formes
El Codex Regius escriu Beyggvir al pròleg en prosa de la Lokasenna i a l'estrofa 45 però Byggvir a l'anunci o epígraf de l'estrofa 43 i a l'estrofa 46.

## Etimologia
El mot és un tema en -jaz; al primer cop d'ull es tracta d'un nom d'agent format a partir d'un substantiu *biu̯wan ← *bεu̯wan "ordi" i, per tant, de significat conrador d'ordi (el mot *biu̯wijaz estaria format igual que el mot *xεrðijaz "pastor", format a partir de *xεrðō "ramat").
Tanmateix, també hi podríem veure un antic tema en -u ‘sacral’; si fora així, el mot procediria d'un germànic *biu̯wuz ← *bεu̯wuz, essent el significat d'aquest mot el de "déu, esperit o dèmon de l'ordi". En algun moment de l'evolució lingüística, aquest tema en -u hauria passat a declinar-se com a tema en -ja.
Una tercera interpretació veu en aquest nom una personificació de l'ordi (cf Mogk, p. 27).
Finalment, una quarta interpretació -que possiblement és la més encertada, perquè també és la més senzilla- hi veu un simple nom d'agent deverbatiu del verb byggja o byggva. En tal cas, el Byggvir de la Lokasenna no és res més que el substantiu byggvir ‘habitant [d'un indret]; masover, persona que conra el mas que ha arrendat’. Si identifiquem el personatge èddic Byggvir amb el substantiu byggvir, el més senzill és veure en el Byggvir el ‘masover’ que conra les terres que pertanyen al déu Freyr, igual que la seva dona Beyla és la vaquera-munyidora (la deigja; cf. l'anglès mitjà daie maid ‘íd.’ i el suec deja) de les vaques, cabres i ovelles del déu. Ja que byggvir és “habitant”, el nom del personatge èddic també es podria interpretar com el qui viu a l'orella de Freyr, el qui habita a l'orella de Freyr: *eyrabyggvir Freys, la qual cosa quadraria bé amb una al·lusió fosca que Loki en fa a l'estrofa 44 de la Lokasenna.
En tot cas, cal remarcar que no hi ha cap passatge textual medieval que lligui directament Byggvir amb l'ordi (bygg). Per tant, i si bé és absolutament lícit fer qualsevol afirmació en aquest sentit, cal deixar sempre clar que es tracta d'una afirmació fruit de l'especulació i no pas d'una afirmació basada en dades aportades realment per la documentació medieval.

## Byggvir a laLokasenna
En el poema Lokasenna, el seu autor anònim ens hi descriu en Loki humiliant en Byggvir, el servent d'en Freyr, i la seva dona Beyla per haver-lo increpat en defensa del Freyr. En Loki se'n riu de la seva escassa estatura i l'acusa de ser un covard:
Pròleg en prosa:
| Ægir, er ǫðro nafni hét Gymir, hann hafði búit ǫ́som ǫl, þá er hann hafði fengit ketil inn mikla, sem nú er sagt. Til þeirar veizlo kom Óðinn ok Frigg, kona hans. Þórr kom eigi, þvíat hann var í austrvegi. Sif var þar, kona Þórs, Bragi ok Iðunn, kona hans. Týr var þar, hann var einhendr. Fenrisúlfr sleit hǫnd af hǫ́nom, þá er hann var bundinn. Þar var Niǫrðr ok kona hans, Skaði, Freyr ok Freyia, Víðarr, son Óðins. Loki var þar, ok þiónostomenn Freys, Byggvir ok Beyla. Mart var þar ása ok álfa. Ægir átti tvá þiónostomenn, Fimafengr ok Eldir. Þar var lýsigull haft fyrir eldsliós. Siálft barsk þar ǫl. Þar var griðastaðr mikill. Menn lofoðo miǫc hverso góðir þiónostomenn Ægis vǫ́ro. Loki mátti eigi heyra þat, ok drap hann Fimafeng. Þá skóko æsir skiǫldo sína ok œpðo at Loka, ok elto hann braut til skógar, enn þeir fóro at drekka. Loki hvarf aptr ok hitti úti Eldi. Loki kvaddi hann: <...> | Tal com s'ha contat adés, després de rebre el gran calderó, l'Ægir, que amb un altre nom es deia Gymir, havia fet cervesa per als ansos. A aquest convit hi va anar l'Odin i la seva dona, la Frigg. En Tor no hi era pas perquè es trobava a les Terres de l'Est. La Sif, la seva dona, sí que hi era, com també en Bragi i l'Iðunn, la seva dona. En Týr també hi era: era manxol; el llop Fènrir li havia arrabassat una mà quan l'estaven fermant. També hi van assistir en Niord i la seva dona, l'Skaði, en Freyr i la Freyja, i en Víðarr, el fill de l'Odin. En Loki també hi era, així com els servents d'en Freyr, en Byggvir i la Beyla. Hi eren molts dels ansos i dels albs. L'Ægir tenia dos servents, en Fimafengr i l'Eldir; en aquelles sales s'hi usava l'or pur en comptes de torxes. La cervesa s'hi servia tota sola. Era un indret de pau i treva generals. Els assistents lloaven força com eren de bons els servents de l'Ægir. En Loki no va poder sofrir sentir-ho i va matar en Fimafengr. Llavors, els déus van agitar llurs escuts, escridassaren en Loki i el foragitaren empaitant-lo fins al bosc, però després se'n tornaren a beure. En Loki va tornar-hi i va trobar a fora l'Eldir. En Loki el va saludar tot dient-li <...> |

<...>
Estrofa 43:
| Byggvir qvað: «Veiztu, ef ec øþli ættac sem Ingunar-Freyr oc svá sælict setr, mergi smæra mølþa ec þá meincrǫ́co oc lemða alla í liðo.» | En Byggvir va dir: "saps què? si tingués igual llinatge que l'Ingunar-Freyr, i uns estatges tan magnífics com els seus, et moldria, cornella atzíaga, fins a deixar-te més fina que el moll d'os, i et baldaria tallant-te tots els membres." |

Estrofa 44:
| Loki qvað: «Hvat er þat iþ litla, er ec þat lǫggra séc oc snapvíst snapir; at eyrom Freys munðu æ vera oc und qvernom klaca.» | En Loki li va dir: "Què és això menut que veig bellugant com un ocellet, i espipellant amb segur cop de bec? Sempre estaràs a les orelles d'en Freyr i xerrotejaràs sota els molons del molí." |

Estrofa 45:
| Byggvir qvað: «Byggvir ec heiti, enn mic bráðan qveða goð ǫll oc gumar: því em ec hér hróðugr, at drecca Hropts megir allir ǫl saman.» | En Byggvir li va replicar: "Byggvir em dic, i ràpid m'anomenen tots els déus i tots els homes, aquí d'això n'estic orgullós: que els fills d'en Hroptr hi estiguin bevent cervesa tots plegats". |

Estrofa 46:
| Loki qvað: «Þegi þú, Byggvir! þú kunnir aldregi deila með mǫnnom mat; oc þic i flets strǫ́ finna né mǫ́ttu, þá er vǫ́go verar.» | En Loki va dir: "Calla, Byggvir! Mai no has sabut repartir el menjar entre els homes; i no se t'ha pogut trobar ni arrufadet a la palla dels bancs de la sala quan els homes han lluitat." |

<...>
Estrofa 55:
| Beyla qvað: «fiǫll ǫll skiálfa, hygg ec á fǫr vera heiman Hlórriða; hann ræðr ró, þeim er rœgir hér goð ǫll oc guma.» | La Beyla li va dir: "totes les muntanyes tremolen: crec que en Hlórriði ja deu venir de casa seva; ell farà que es calmi el qui aquí està calumniant tots els déus i homes". |

Estrofa 56:
| Loki qvað: «þegi þú, Beyla, þú ert Byggvis kvæn ok meini blandin mjǫk; ókynjan meira kom-a með ása sonum; ǫll ertu, deigja, dritin.» | En Loki li va replicar: "calla, Beyla, que ets la dona d'en Byggvir i vas ben carregada de brutícia [nociva]; major esguerro [que tu] no ha vingut [mai] entre els fills dels ansos; munyidora, vas tota plena de fems". |

L'única coneixença real d'en Byggvir i la seva dona Beyla que ens proporcionen els textos medievals és la d'aquests fragments de la Lokasenna. Ha de quedar clar, doncs, que qualsevol afirmació que es faci sobre en Byggvir i la Beyla que vagi més enllà del que figura al text èddic presentat a dalt, està basada únicament en l'especulació i no en les fonts documentals existents. D'acord amb la interpretació del personatge que en fa el Prof. Macià Riutort (URV), aparentment, el més senzill, és veure en el matrimoni format pel Byggvir i la Beyla una parella d'humans (igual que ho són els servents del déu Thor, en Þjálfi i la Rǫskva) que serveixen el déu Freyr al mas d'aquest. En Byggvir seria el seu bryti; la Beyla és la seva deigja.